# Lakhdar Belloumi
Lakhdar Belloumi ((ar) لخضر بلومي) (Mascara, 29 december 1958) is een voormalig Algerijns voetballer. Hij werd verkozen tot Afrikaans voetballer van het jaar in 1981 en wordt beschouwd als een van de beste spelers aller tijden in Algerije.
Belloumi vormde in de jaren tachtig met Salah Assad en Rabah Madjer de basis van de Algerijnse nationale ploeg en nam deel aan de WK's van 1982 en 1986. Hij maakte de winnende goal in het WK-duel tegen West-Duitsland (2-1).